# Javier Arévalo Vela
Javier Arévalo Vela (Callao, 29 de julio de 1961) es un juez del Perú, miembro titular de la Corte Suprema de Justicia de la República del Perú. Fue presidente de la Corte Suprema de Justicia de la República y del Poder Judicial para el período 2023-2024.

## Biografía
Javier Arévalo Vela nació en el distrito de Bellavista de la Provincia Constitucional del Callao el 29 de julio de 1961. Estudió en la Facultad de Derecho y Ciencias Políticas de la Universidad Nacional Mayor de San Marcos, optando el título profesional de abogado en el año 1988, y posteriormente el grado académico de Magíster en Derecho en 2008 al sustentar la Tesis Criminalización en el Ámbito de las Relaciones Laborales, la cual fue aprobada por unanimidad. En 2010 concluyó sus estudios doctorales en la citada Universidad.
En enero de 1996, el Consejo Nacional de la Magistratura, nombró a Javier Arévalo Vela, a la edad de 34 años, como Vocal Titular de la Corte Superior de Justicia de Lima, al ocupar el primer lugar en el cuadro de méritos en el Concurso Público que para tal efecto se había convocado, convirtiéndose en uno de los abogados más jóvenes de la historia de la citada Corte en acceder a la judicatura superior.
En octubre de 2011, luego de un riguroso concurso y alcanzar una vacante en el cuadro de méritos, el Consejo Nacional de la Magistratura, nombró esta vez al magistrado Javier Arévalo Vela, como Juez Supremo Titular de la Corte Suprema de Justicia de la República, convirtiéndose en el más joven integrante del supremo tribunal peruano. Javier Arévalo Vela se ha desempeñado como Juez Supremo integrante de la Sala de Derecho Constitucional y Social Transitoria de la Corte Suprema de Justicia.
Es miembro honorario del Colegio de Abogados de Ica (julio de 2011), del Colegio de Abogados del Callao (junio de 2011), del Colegio de Abogados de La libertad (mayo de 2013) y del Colegio de abogados de Huaura (noviembre de 2015)
Ha sido miembro de la comisión que elaboró la nueva Ley Procesal del Trabajo. Es miembro de la Sociedad Peruana de Derecho del Trabajo y de la Seguridad Social. Fue miembro del Consejo Directivo de la Academia de la Magistratura.
Mediante Resolución Administrativa N° 069-2013-P-PJ, de fecha uno de marzo de 2013 se desempeña en el cargo de presidente de la Segunda Sala de Derecho Constitucional y Social Transitoria de la Corte Suprema de Justicia de la República del Perú a la actualidad. Permitiendo que los procesos judiciales previsionales (pensiones, subsidios, reintegros y seguros) sean atendidos y resueltos en un plazo razonable.
Desde 2023, asumió el puesto de presidente de la Corte Suprema de Justicia de la República y del Poder Judicial. Fue elegido por nueve votos de la Sala Plena de la Corte Suprema.

## Docencia
Javier Arévalo Vela a lo largo de su vida ha desarrollado una larga trayectoria docente en disciplinas relacionadas con el Derecho del Trabajo, en distintas universidades del país..
Desde el año 2008, ejerce la cátedra universitaria a nivel de Posgrado en la Maestría en Derecho del Trabajo de la Universidad de San Martín de Porres, también es profesor visitante de la Maestría en Derecho del Trabajo de la Universidad Nacional de Trujillo y profesor principal de Derecho procesal del Trabajo de la Academia de la Magistratura.
Es profesor de Derecho Procesal del Trabajo de la Maestría en Derecho Procesal en la Universidad Nacional Mayor de San Marcos.

## Obra jurídica
Javier Arévalo Vela, es integrante de la Sociedad Peruana de Derecho del Trabajo y de la Seguridad Social, entidad científica que agrupa a los más destacados estudiosos del Derecho Laboral en el Perú.
Sus ideas y aportes al Derecho del Trabajo lo podemos encontrar en los numerosos libros que tiene publicados entre los que cabe mencionar: comentarios a la legislación laboral Tomos I y II (1997, 1998); Comentarios a la ley procesal del trabajo (1999); Compendio de jurisprudencia laboral (2000); Jurisprudencia laboral seleccionada (2002); Manual de legislación laboral Tomos I y II (2003, 2004); Derecho colectivo del trabajo (2005); Derecho procesal del trabajo (2007); Introducción al derecho del trabajo (2008); Comentarios a la nueva ley procesal del trabajo ley N° 29497 (2011); Derecho del Trabajo Individual (2012); Comentarios a la Nueva Ley Procesal del Trabajo (2013); Las Técnicas de Litigación Oral en el Proceso Laboral (2015); Tratado de Derecho Laboral (2016).
También ha expuesto sus ideas en numerosos artículos sobre Derecho del Trabajo publicados en prestigiosas revistas del medio, así como en Seminarios y Congresos donde ha participado como ponente.
Ostenta las condecoraciones siguientes:
- En reconocimiento a su valioso aporte al Derecho del Trabajo y por su participación en la elaboración del proyecto de lo que se convertiría luego en la Nueva Ley Procesal del Trabajo Ley n.º 29497, el Estado peruano otorgó al magistrado Javier Arévalo Vela la Condecoración de la Orden del Trabajo en el Grado de Comendador en mayo del año 2010, distinción que el Perú otorga aquellas personas que han contribuido en forma notable al desarrollo del Derecho del Trabajo y de la Seguridad Social.
- Condecoración del Ilustre Colegio de Abogados del Callao en reconocimiento y felicitación por su trayectoria profesional como Magistrado del Poder Judicial otorgado (junio de 2011).
- Condecoración de la Facultad de Derecho y Ciencias Políticas de la Universidad Nacional Mayor de San Marcos por su méritos académicos y profesionales en el grado "José León Barandiarán" (agosto de 2012).
- Condecoración con la "Medalla de Derecho" de la universidad Inca Garcilaso de la vega, en reconocimiento y felicitación por su trayectoria profesional como magistrado del Poder Judicial, (setiembre de 2012).

Ha representado al Perú en la 102.ª y 105.ª Reunión de la Conferencia Internacional del Trabajo realizado en Ginebra, Suiza, en junio de 2013 y 2016 respectivamente.

## Ideología
En 2024, manifestó su postura conservadora cuando criticó a los defensores de derechos humanos, calificándolos de «enemigos de Dios» y «fariseos antipatria».